# Južna Holandija
Južna Holandija (nizozemski: Zuid-Holland) je jedna od dvanaest nizozemskih provincija. Nalazi se na zapadu zemlje.

## Geografija
Glavni grad provincije je Den Hag, najveći je Rotterdam, a ostali veći gradovi su Leiden, Delft, Alphen aan den Rijn, Dordrecht, Gouda, Katwijk, Vlaardingen, Westland, Zoetermeer i Capelle aan den IJssel. Južna Holandija na sjeveru graniči sa Sjevernim morem i provincijom Sjevernom Holandijom, na istoku s Utrechtom i Gelderlandom, a na jugu sa Sjevernim Brabantom i Zeelandom. Provincijom teku rijeke Lek, Waal (rukavac Rajne) i Maas. Dobar dio površine provincije su otoci ili nekadašnji otoci, među kojima su najveći Dordrecht, IJsselmonde, Hoeksche Waard, Voorne-Putten i Goeree-Overflakkee.
Sve do 1840. Južna Holandija kao provincija nije postojala, već je bila južni dio povijesne regije Holandije po kojoj je i cijela zemlja dobila ime. Ona je te godine podijeljena na dvije provincije, Južnu i Sjevernu Holandiju. Južna Holandija ima površinu od 2871 km² i 3 804 906 stanovnika (popis 2023.). Gospodarski najrazvijeniji dio provincije je područje oko grada Rotterdama i kraj uzvodno uz rijeku Maas gdje je podignuta najveća europska luka i velika industrijska zona Europoort.

## Vanjske poveznice
- Službene stranice provincije (nizoz.)
- Zuid-Holland na portalu Encyclopædia Britannica (engl.)